# Tagouayé (Zinder)
Tagouayé (auch: Tagouay, Tawayé, Toudoun Kourna) ist ein Dorf im Arrondissement Zinder IV der Stadt Zinder in Niger.

## Geographie
Das von einem traditionellen Ortsvorsteher (chef traditionnel) geleitete Dorf befindet sich westlich des Stadtzentrums im ländlichen Gemeindegebiet von Zinder, der Hauptstadt der gleichnamigen Region Zinder. Zu den Nachbarorten von Tagouayé zählen das Dorf Dogon Chouri im Südosten und der Weiler Dogonchouri Makata im Süden.
Wie im gesamten Gemeindegebiet von Zinder herrscht das Klima der Sahelzone vor, mit einer durchschnittlichen jährlichen Niederschlagsmenge zwischen 300 und 400 mm.

## Bevölkerung
Bei der Volkszählung 2012 hatte Tagouayé 507 Einwohner, die in 93 Haushalten lebten. Bei der Volkszählung 2001 betrug die Einwohnerzahl 424 in 72 Haushalten.

## Wirtschaft und Infrastruktur
Es gibt eine Schule im Dorf.